# Фондриест, Маурицио
Маурицио Фондриест (итал. Maurizio Fondriest, род. 15 января 1965 в Клесе, Италия) — итальянский профессиональный шоссейный велогонщик. Чемпион мира 1988 года в групповой гонке. Двукратный обладатель Мирового шоссейного кубка UCI в 1991 и 1993 годах. Участник Летних Олимпийских игр 1996 года. Победитель и призёр множества престижных велогонок.

## Победы
1986
- Трофей ZSŠDI

1987
- Вуэльта Каталонии — этап 4

1988
- Чемпион мира в групповой гонке
- Гран-при Прато

1989
- Кубок Сабатини
- Джиро ди Тоскана
- Гран-при Европы

1990
- Кубок Агостони
- Джиро дель Лацио
- Тур Британии — этап 6
- Неделя Коппи и Бартали — этап 3

1991
- Вуэльта Каталонии — этапы 3a и 3b
- Мировой шоссейный кубок UCI

1992
- Трофей Мелинды
- Вуэльта Каталонии — этап 5b
- Вуэльта Андалусии — этап 3
- Неделя Коппи и Бартали — этап 3
- Тур де Франс — этап 4 (TTT)
- Чемпионат Италии, групповая гонка — 3-е место

1993
- Тиррено — Адриатико — этапы 2, 4 и генеральная классификация
- Милан — Сан-Ремо
- Вуэльта Каталонии — этапы 1 и 7
- Флеш Валонь
- Джиро дель Трентино — этапы 2, 3, 4 и генеральная классификация
- Гран-при Миди Либре — этапы 2, 3, 4 и генеральная классификация
- Телеком Гран-при (с Джанни Буньо)
- Чемпионат Цюриха
- Джиро дель Эмилия
- Восхождение на Монжуик — этапы 1, 2 и генеральная классификация
- Флоренция — Пистоя
- Мировой шоссейный кубок UCI

1994
- Джиро дель Лацио
- Кубок Сабатини
- Тур Британии — этапы 1, 3 и генеральная классификация
- Тур Польши — этапы 2, 6 и генеральная классификация
- Неделя Коппи и Бартали — этап 3

1995
- Три дня Де Панне — этап 3
- Вуэльта Каталонии — пролог
- Джиро д’Италия — этап 7

1996
- Тур Польши — этап 8 и 2-е место в общем зачёте

1997
- Вуэльта Валенсии — этап 2

## Статистика выступлений наГранд Турах
| Гранд Тур | 1987 | 1988 | 1989 | 1990 | 1991 | 1992 | 1993 | 1994 | 1995 | 1996 | 1997 | 1998 |
| --------- | ---- | ---- | ---- | ---- | ---- | ---- | ---- | ---- | ---- | ---- | ---- | ---- |
| Джиро     | сход | -    | 28   | -    | -    | -    | 8    | -    | сход | -    | -    | -    |
| Тур       | -    | -    | -    | -    | 15   | 46   | -    | -    | сход | 51   | -    | -    |
| Вуэльта   | -    | -    | -    | -    | -    | -    | -    | -    | -    | -    | 46   | сход |